# Tarło (gromada)
Tarło (do 31 XII 1959 Pałecznica) – dawna gromada, czyli najmniejsza jednostka podziału terytorialnego Polskiej Rzeczypospolitej Ludowej w latach 1954–1972.
Gromady, z gromadzkimi radami narodowymi (GRN) jako organami władzy najniższego stopnia na wsi, funkcjonowały od reformy reorganizującej administrację wiejską przeprowadzonej jesienią 1954 do momentu ich zniesienia z dniem 1 stycznia 1973, tym samym wypierając organizację gminną w latach 1954–1972.
Gromadę Tarło siedzibą GRN w Tarle utworzono 1 stycznia 1960 w powiecie lubartowskim w woj. lubelskim w związku z przeniesieniem siedziby gromady Pałecznica z Pałecznicy do Tarła i zmianą nazwy jednostki na gromada Tarło; równocześnie do nowo utworzonej gromady Tarło włączono wieś i kolonię Kaznów ze zniesionej gromady Wólka Zabłocka w tymże powiecie.
1 stycznia 1962 z gromady Tarło wyłączono wieś i kolonię Kaznów, włączając je do nowo utworzonej gromady Ostrów Lubelski w tymże powiecie.
1 stycznia 1969 gromadę zniesiono, włączając jej obszar do gromady Niedźwiada w tymże powiecie.